# Órion (DC Comics)
Órion é um herói fictício da DC Comics. Ele é um dos Novos Deuses criados pelo artista Jack Kirby. Órion é um dos filhos de Darkseid, mas não partilha de seus sonhos de dominação. Primeira aparição em New Gods #1 (Fevereiro 1971).

## Irmãos
Órion possui 3 irmãos sendo eles: Kalibak que é o meio-irmão mais velho de Órion, filho de Darkseid com sua primeira esposa Suli. Grayven é o terceiro filho do Darkseid e meio-irmão de Órion, não se sabe muito sobre sua mãe. Senhor Milagre é filho de Izaya (O Pai Celestial) que é o pai adotivo de Órion.

## Poderes
Órion tem força e resistência a níveis muito acima da capacidade humana. O lado negro da personalidade de Orion tende a se revelar em combate; Orion pode recuperar automaticamente sua compostura através do uso de sua caixa materna, mas ele tem que ser persuadido para isso. Sua caixa materna também o permite ter acesso a "Astro-força", que o próprio Órion diz ser a "Fúria da Fonte".
Órion possui uma espécie de veículo voador, a Astro-Glider, que emana a Astro-Força na forma de poderosas rajadas de energia.

## Profecia
Darkseid, segundo uma antiga profecia, está destinado a ser morto por seu filho Órion, e o mesmo está por acontecer com o fim da saga chamada "A Morte dos Novos Deuses".